# Биндал
Биндал — коммуна в историческом регионе Хельгеланд в самой южной части фюльке Нурланн в Норвегии. Граничит с четырьмя коммунами фюльке Нур-Трёнделаг: Хёйланнет и Нерёй на юге, Намсскуган на юго-востоке и Лека на западе, и тремя коммунами фюльке Нурланн: Сёмна, Брённёй и Гране.
В 1838 году приход Биндал был разделен на две коммуны, потому что в приход входили земли двух фюльке: Нурланн и Нур-Трёнделаг. По новому законодательству коммуна должна была находится в границах одного фюльке, следовательно приход был разделён на две части: Нурбиндален и Сёрбиндален. В 1852 году граница фюльке была передвинута на юг на её современное местоположение и коммуны Нурбиндален и Сёрбиндален были объединены в одну.

## Общая информация

### Название
Старонорвежское название региона было Birnudalr. Первая часть названия — родительный падеж названия реки Birna (сейчас Åbjøra), окончание — слово Dalr, которое означает долина. Название реки произошло от слова birna, означающего медведица.

### Герб
Коммуна имеет современный герб. Он был принят в 1990 году. На гербе изображены 6 заклёпок, символизирующих судостроение в коммуне.

## География
На побережье коммуна простирается до гор по направлению к озеру Маяватнет. Хеилхорнет — наивысшая гора на территории коммуны (высота 1058 м). Так же на территории коммуны находится часть озера Эйдеватнет (вторая часть находится в коммуне Брённёй).

## Экономика
Наиболее важными отраслями производства в Биндале являются сельское хозяйство и лесоводство. Крупнейшим производством является завод по производству дверей, насчитывающий в своём штате около 130 сотрудников. Так же в Биндале существуют традиционная индустрия судостроения.

## Культура
Ежегодно в последние выходные июня в деревне Террок проходят традиционные лодочные гонки на Нурланнских лодках (Nordland boats).

## Образование
В Биндале находятся три школы, две из них являются независимыми и не подчиняются администрации коммуны.
- школа Террока (норв. Terråk skole) — находится в Терроке. Это наибольшая школа в Биндале, в ней обучаются приблизительно 100 учеников. В школе есть классы с 1-го по 10-й.
- Независимая школа Кьелла (норв. Kjella friskole) — размещается в Сёрхорсфьорде[фр.]. Есть классы с 1-го по 10-й.
- Независимая школа Биндалсеидета (норв. Bindalseidet friskole) — расположена в Биндалсеидете[нюнорск]. В школе есть классы с 1-го по 10-й.